# Jan Bortkiewicz
Jan Bortkiewicz (ur. 14 czerwca 1945 w Wilnie) – polski fotograf i fotografik.

## Życiorys
Jest absolwentem szkół muzycznych w Toruniu i Wrocławiu. W 1964 r. zdał maturę w Technikum Mechanicznym we Wrocławiu. Ukończył Wyższe Studium Fotografii. W latach 1965–1968 był marynarzem na okrętach podwodnych – jako hydroakustyk pływał na ORP Kurp i ORP Sęp. Fotografią zajął się w połowie lat 60. W latach 1969–1973 pracował w Międzywydziałowym Zakładzie Fotografii PWSSP we Wrocławiu kierowanym przez Michała Diamenta. Od 1979 roku jest członkiem Związku Polskich Artystów Fotografików, a w latach 1997–2000 był wiceprezesem Okręgu Dolnośląskiego ZPAF. Był fotoreporterem miesięczników „Polska” (1974–1981) i „Odra” (1974–1996), wykładowcą fotografii w Państwowej Wyższej Szkole Sztuk Plastycznych we Wrocławiu (1982–1983). Pracował w Studio 4 Iserlohn (RFN 1984) i Janus Screen Studio (Nowy Jork 1985) oraz był kierownikiem artystycznym Galerii N we Wrocławiu (1994), wykładowcą fotografii artystycznej w Prywatnym Pomaturalnym Studium PHO-BOS we Wrocławiu (1995–2001). Od 1996 do 2016 był kierownikiem artystycznym Galerii Ośrodka Kultury i Sztuki – Dolnośląskiego Centrum Fotografii „Domek Romański” we Wrocławiu.
Jest autorem ponad stu plakatów, okładek płyt, katalogów reklamowych, współrealizatorem scenografii filmowych i telewizyjnych, redaktorem książek oraz organizatorem sympozjów. Swoje prace prezentował na wystawach indywidualnych oraz zbiorowych w Polsce i za granicą. Był kuratorem ponad 200 wystaw. Pracował m.in. dla BMW, PKO BP, Banku Zachodniego, Lukas Bank, KGHM, Ceramiki Bolesławieckiej, Rainbow Tours, Novity, Kowar, Urzędu Miasta Wrocławia, PSJ oraz Staropolanki.
Prace Jana Bortkiewicza znajdują się w licznych galeriach, muzeach oraz zbiorach prywatnych.
Wszedł w skład komitetu wspierającego kandydaturę Karola Nawrockiego na prezydenta RP w wyborach w 2025.

## Nagrody i odznaczenia
- Srebrny Medal "Zasłużony Kulturze Gloria Artis" (2023)[potrzebny przypis]
- Nagroda Kulturalna Dolnego Śląska „Silesia” (2020)
- Brązowy Medal „Zasłużony Kulturze Gloria Artis” (2016)[5]
- Odznaka Honorowa Złota Zasłużony dla Województwa Dolnośląskiego (2013)
- Odznaka honorowa „Zasłużony dla Kultury Polskiej”, przyznana przez Ministerstwo Kultury i Dziedzictwa Narodowego (2009)
- Złoty Krzyż Zasługi przyznany przez Prezydenta RP prof. Lecha Kaczyńskiego za zasługi w dokumentowaniu i popularyzowaniu historii Polski (2007)
- Dyplom z okazji 50-lecia ZPAF za wybitny wkład w rozwój fotografii artystycznej (1997)
- I nagroda w Ogólnopolskim Konkursie Plakatu Giełda Papierów Wartościowych, Warszawa (1997)
- I nagroda w Międzynarodowym Konkursie Fotografii „Puls planety”, Moskwa (1970)

## Wystawy indywidualne
- 2022 – „Weather Report [Prognoza pogody]”, Centrum Sztuki Współczesnej Zamek Ujazdowski, Warszawa[6]
- 2021 - "Gra w czerwone", Galeria VA, Poznań
- 2021 – „Games in red”, Galeria Kolta, Budapeszt
- 2015 – „Nisarat”, Galeria Mitte, Drezno[7]
- 2015 – „Cztery bociany”, Galeria DCIK, Wrocław[8]
- 2013 – „Witold Lutosławski”, Festiwal del Arte, Pałac Wojanów[1]
- 2012 – „Photographies &”, Muzeum Narodowe, Wrocław[9]
- 2012 – „Nisarat”, BWA Olsztyn[10]
- 2011 – „Henryk Tomaszewski”, Pałac Paulinum, Jelenia Góra
- 2011 – „Photographies &”, Muzeum Historii Fotografii, Kraków
- 2010 – „Nisarat”, Galeria Spokojna, ASP w Warszawie
- 2010 – „Photographies &”, Muzeum Narodowe, Kowno[11]
- 2008 – „Twarze Henryka Tomaszewskiego”, Galeria Pusta, Górnośląskie Centrum Kultury, Katowice
- 2008 – „Gra w Czerwone”, Stara Galeria ZPAF, Warszawa
- 2007 – „Gra w Czerwone”, BWA Design, Wrocław[12]
- 2006 – „Henryk Tomaszewski”, DCF Domek Romański, Wrocław
- 2005 – „Fotografie z 30. Międzynarodowego Festiwalu Chopinowskiego w Dusznikach Zdroju 1975”, siedziba Fundacji Międzynarodowego Festiwalu Chopinowskiego, Duszniki Zdrój
- 2005 – „Paczka z Polski i Inne Opowiadania”, Muzeum w Moravskiej Třebovej, Czechy
- 2005 – „Wrocław, Sierpień ’80 w 25. rocznicę”, współautor razem z Wiesławem Dębickim, DCF Domek Romański, Wrocław
- 2004 – „Witold Gombrowicz i Argentyna”, Miejska Biblioteka Publiczna w Bolesławcu i DCF Domek Romański we Wrocławiu
- 2004 – „Witold Lutosławski”, Galeria CIK Ośrodka Kultury i Sztuki i Akademia Muzyczna im. Karola Lipińskiego, Wrocław
- 2004 – „Miejsca”, Galery, Berlin
- 2002 – „Euro”, Biblioteka i Galeria Miejska, Oleśnica
- 2002 – „Powódź”, Art Hotel, Wrocław
- 2002 – „5. Rocznica Powodzi”, ściana domu, Żelazno
- 2002 – „Miejsca”, BWA Tarnów
- 2001 – „Wrocławianie 1962-2001”, Galeria Dominikańska, Wrocław
- 2000 – „Wrocław, Sierpień ’80 w 20. rocznicę”, współautor razem z Wiesławem Dębickim i Aleksandrem Jałosińskim, DCF Domek Romański, Wrocław
- 2000 – „Miejsca”, galeria Arkady, Tomaszów Mazowiecki
- 2000 – „Miejsca” (Lieux), La Galerie de La Filature, Miluza, Francja
- 1999 – „Miejsca”, Państwowa Galeria Sztuki, Legnica
- 1999 – „Miejsca”, Zamek Książąt Pomorskich, Szczecin
- 1997 – wystawa fotografii, Aurich-Ratusz, Niemcy
- 1995 – „Stanisław Ścierski” z Eugeniuszem Stankiewiczem, galeria Na Odwachu, Wrocław
- 1995 – „Nisarat”, Muzeum Narodowe, Wrocław
- 1995 – „Wystawa Architektury Wrocławia”, Brunszwik, Niemcy
- 1993 – „Expo’92 w Sewilli”, Muzeum Ceramiki w Bolesławcu, BWA Wałbrzych
- 1992 – „Expo’92 w Sewilli”, Muzeum Historyczne, Ratusz Wrocławski; Muzeum Filumenistyczne w Bystrzycy Kłodzkiej
- 1992 – „Pocztówki z Wrocławia”, Galeria Miejska, Wrocław
- 1989 – „Fotografie”, BWA Wrocław
- 1989 – „Paczka z Polski”, Teatr Dramatyczny w Legnicy
- 1986 – „Fotografie Strefy Martwej”, Galeria Desa, Wrocław
- 1986 – „Papryka”, Klub Międzynarodowej Prasy i Książki – Galeria Fotografii PS, Wrocław
- 1986 – „Nowy Jork”, BWA Kielce; Stara Galeria ZPAF, Warszawa
- 1985 – „Mały Fragment Dużego Jabłka – Nowy Jork”, DCF Domek Romański, Wrocław
- 1980 – „24 XII. Wigilia w Karlinie”, Klub MPiK, Wrocław
- 1978 – „Noc w Lubaniu”, Klub MPiK, Jelenia Góra
- 1978 – „Fotostyki” z J. Aleksiunem, DCF Domek Romański, Wrocław
- 1977 – „Pożar Kościoła św. Elżbiety”, BWA Wrocław
- 1976 – „Edmund Kajdasz”, Muzeum Architektury, Wrocław
- 1975 – „Muzykoterapia”, DCF Domek Romański, Wrocław; Buenos Aires
- 1973 – „Piłują”, EMPiK Wrocław, BWA Legnica
- 1972 – winiarnia U Hopfera, Warszawa

## Wystawy zbiorowe
- 2021 – „Karkonosze. Fotografia 1945-2021”, BWA, Jelenia Góra
- 2021 – „Cud Narodzenia”, Galeria VA, Poznań
- 2019 – „Powstanie Warszawskie”, Dom Polski, Budapeszt
- 2019 – „Alfons Mazurkiewicz”, Muzeum Sztuki Współczesnej, Wrocław
- 2017 – Wystawa Okręgu Dolnośląskiego ZPAF, Muzeum Sztuki Współczesnej, Wrocław[13]
- 2016 – Wystawa Okręgu Dolnośląskiego ZPAF, DCF Domek Romański, Wrocław
- 2015 – Wystawa Okręgu Dolnośląskiego ZPAF, DCF Domek Romański, Wrocław
- 2014 – Wystawa Okręgu Dolnośląskiego ZPAF, DCF Domek Romański, Wrocław
- 2013 – Wystawa Okręgu Dolnośląskiego ZPAF, Muzeum Współczesne Wrocław
- 2012 – Wystawa Okręgu Dolnośląskiego ZPAF, Wrocław
- 2011 – „Droga do Unii”, Parlament Europejski w Strasburgu
- 2011 – Wystawa „Gra w czerwone” w ramach festiwalu „Polska nad Loarą”, Nantes (Francja)
- 2011 – Wystawa Okręgu Dolnośląskiego ZPAF „Fikcja – Rzeczywistość – Manipulacja”, DCF Domek Romański, Wrocław
- 2010 – Wystawa Okręgu Dolnośląskiego ZPAF „Trwałość i Przemiana”, DCF Domek Romański, Wrocław
- 2009 – Wystawa Okręgu Dolnośląskiego ZPAF „Foto 2009”, DCF Domek Romański, Wrocław
- 2009 – „Żart i (R)Ewolucja: 1989 – Przedtem i Potem”, Galeria Collegium Hungaricum, Wiedeń
- 2008 – Wystawa Okręgu Dolnośląskiego ZPAF „Foto 2008”, DCF Domek Romański, Wrocław
- 2008 – „Jan Paweł II. W 30. Rocznicę Pontyfikatu”, DCF Domek Romański, Wrocław
- 2008 – „Zapamiętane Miasto”, BWA – Galeria Miejska, Tarnów
- 2007 – Wystawa Okręgu Dolnośląskiego ZPAF „Inspiracje – Fascynacje – Refleksje”, Stary Ratusz, Wrocław
- 2006 – Wystawa Okręgu Dolnośląskiego ZPAF „Foto 2005”, DCF Domek Romański, Wrocław
- 2004 – Wystawa Okręgu Dolnośląskiego ZPAF „Doroczna 2004”, galeria Za Szafą, Wrocław
- 2004 – „The Ten New Europeans”, Senat, Berlin
- 2003 – „Peace on Earth”, Nowy Jork
- 2003 – „Stół”, BWA Design, Wrocław
- 2003 – „Pokój na Ziemi”, Galeria ZPAP, Kraków
- 2003 – Wystawa Okręgu Dolnośląskiego ZPAF, DCF Domek Romański, Wrocław
- 2002 – „Z Europy do Europy”, Katowice
- 2002 – „55 Lat Okręgu Dolnośląskiego ZPAF”, DCF Domek Romański, Wrocław
- 2001 – „Dotknięcie. Wystawa ZPAF”, DCF Domek Romański, Wrocław
- 2001 – „Euro”, Muzeum Ziemi Kłodzkiej, Kłodzko
- 2001 – „Asylum Glacense II”, Muzeum Ziemi Kłodzkiej, Kłodzko
- 1999 – „Fotografia Dolnośląska 1945-1999”, Wiedeń
- 1998 – „Ogólnopolska Wystawa Fotografii”, Pałac pod Baranami, Kraków
- 1998 – „16. Międzynarodowe Biennale Plakatu”, Warszawa
- 1997 – „Relacje”, BWA Wrocław
- 1997 – „Powódź”, BWA Wrocław
- 1997 – „50 Lat Polskiej Fotografii Artystycznej”, Kraków
- 1997 – „180 Lat Giełdy Papierów Wartościowych w Warszawie”, Muzeum Plakatu w Wilanowie, Warszawa
- 1995 – „Ogólnopolskie Biennale Plakatu”, Katowice
- 1994 – „Wystawa Dolnośląskiego Okręgu ZPAF”, BWA Wrocław
- 1993 – „Plakat Wrocławski 1968-93”, BWA Wrocław
- 1989 – „Polska Fotografia Reklamowa”, Poznań
- 1988 – „Polska Fotografia Reklamowa”, Poznań
- 1988 – „Wystawa Plakatu Polskiego”, Meksyk, Kuba
- 1988 – 200 Lat Wyższej Szkoły Sztuk Plastycznych”, BWA Wrocław
- 1988 – „4. Międzynarodowe Triennale Rysunku”, Wrocław
- 1988 – „12. Międzynarodowe Biennale Plakatu”, Warszawa
- 1988 – „40 Lat ZPAF”, Warszawa
- 1986 – „Warsztat w Gierałtowie”, Gdańska Galeria Fotografii, Gdańsk
- 1986 – „Karkonosze – Postawy”, Galeria Sztuki Współczesnej Empik, Jelenia Góra
- 1986 – „11. Międzynarodowe Biennale Plakatu”, Warszawa
- 1984 – „Karkonosze”, Wrocław, Jelenia Góra, Zakopane
- 1980 – „25 Lat Miesięcznika Polska”, Galeria Interpressu, Teatr Wielki, Warszawa
- 1976 – „6. Międzynarodowe Biennale Plakatu”, Warszawa
- 1974 – „5. Ogólnopolski Salon Portretu Fotograficznego”, Gdańsk
- 1973 – „Porównania”, Poznań
- 1973 – „Foto Expo”, Poznań
- 1972 – „40 Lat Izohelii”, Wrocław
- 1971 – wystawa prac Dolnośląskiego Towarzystwa Fotograficznego, Klub EMPIK, Wrocław

## Konkursy i wystawy pokonkursowe
- 2011 – wyróżnienie w konkursie studialnym “Człowiek i jego miasto w sur-realu 2011”, Gdańsk
- 2005 – Konkurs Karykatur (Competition of Caricatures „Money as it is or Money doesn’t mean happiness”, Nowosybirsk, Rosja)
- 2000 – Ogólnopolski Konkurs „Sztuka Dwóch Czasów”, Muzeum Narodowe, Gdańsk
- 1999 – nagroda na Międzynarodowym Konkursie „Satyrykon”, Muzeum Miedzi, Legnica
- 1999 – konkurs na projekt plakatu „Coexistence” w Museum on the Seam, Jerozolima
- 1997 – I nagroda, Ogólnopolski Konkurs na Plakat Promujący Giełdę Papierów Wartościowych, Warszawa
- 1994 – wyróżnienie, Ogólnopolski Konkurs Plakatu Lotu, Poznań
- 1985 – Międzynarodowy Konkurs Fotografii „Jazz Photo ’85”, Warszawa
- 1974 – II nagroda, „Śląsk”, Tarnowskie Góry
- 1974 – I nagroda, „My Wrocławianie”, Wrocław
- 1972 – brązowy medal, „Apollo”, Olsztyn
- 1972 – „Venus”, Kraków
- 1972 – wyróżnienie, Międzynarodowy Salon Fotograficzny „Homo’72”, Legnica
- 1972 – „My Wrocławianie”, Wrocław
- 1971 – III nagroda w konkursie „Małżeństwo”, Ostrów Wielkopolski
- 1971 – wyróżnienie, Ogólnopolska Wystawa Fotografii „Kobieta”, Wrocław
- 1971 – II nagroda w konkursie „My Wrocławianie”, Wrocław
- 1971 – „Międzynarodowa Wystawa Fotografii Artystycznej”, Southampton
- 1971 – „Międzynarodowy Tydzień Fotografii”, Herrschinger Fotowoche, Frieding (RFN)
- 1971 – „Europaphoto”, Paryż, Lucerna, Londyn, Bruksela
- 1970 – I nagroda, „Puls Planety”, Moskwa
- 1970 – „Urbanistyka”, Warszawa
- 1970 – I nagroda w konkursie „Witryna Miesiąca”, Klub Dziennikarza we Wrocławiu
- 1970 – I i II nagroda, „Witryna miesiąca”, Klub Dziennikarza we Wrocławiu
- 1970 – III nagroda w konkursie „My Wrocławianie”, Wrocław
- 1969 – „My Wrocławianie”, Wrocław
- 1969 – „Człowiek i Jego Miasto”, Gdańsk

## Stypendia i ważniejsze plenery artystyczne
- 2015 i 2005 – rejestracja niezachodzącego słońca (21 czerwca) Nordkapp, Norwegia
- 2004 – podróż do Argentyny śladami Witolda Gombrowicza, uwieńczona przygotowaniem wystawy fotografii pt. „Witold Gombrowicz i Argentyna”. Ekspozycja została zrealizowana w ramach obchodów Roku Gombrowiczowskiego w 100-lecie urodzin pisarza
- 2000 – pobyt w Moderna Museet na stypendium twórczym, Sztokholm, Szwecja
- 1989 – stypendium twórcze Ministerstwa Kultury i Sztuki, w trakcie którego powstał cykl prac „Nekropolie Wilna”, Litwa
- 1983 – plener fotograficzny „Samotnia”, Karkonosze

## Prace w zbiorach
- Szepmuveszeti, Budapeszt
- Berlinische Galerie Martin Gropius-Bau[14]
- University of Connecticut[15]
- Centrum G. Pompidou
- Muzeum Historii Fotografii w Krakowie
- Muzeum Sztuki Nowoczesnej w Kapsztadzie
- Muzeum Narodowe im. Čiurlionisa w Kownie[16]
- Museum on the Seam w Jerozolimie[17]
- Muzeum Narodowe we Wrocławiu
- Muzeum Historyczne we Wrocławiu
- Muzeum Narodowe w Gdańsku
- Muzeum Plakatu w Wilanowie, Warszawa
- Muzeum ASP we Wrocławiu
- Muzeum Henryka Tomaszewskiego we Wrocławiu
- Biblioteka Narodowa w Kórniku
- Archiwum Karla Dedeciusa w Słubicach
- Biblioteka Uniwersytetu Jagiellońskiego, Kraków
- Galerii Plakatu Krzysztofa Dydo, Kraków[18]
- Zakład Narodowy im. Ossolińskich
- Muzeum św. Jana Pawła II w Wadowicach
- BWA Olsztyn

## Projekt scenografii
- 1990 – „In flagranti II”, film fabularny w reż. Wojciecha Biedronia
- 1984 – Międzynarodowy Festiwal Pianistów Jazzowych, Kalisz
- 1984 – Wojciech Popkiewicz, piosenki Romana Kołakowskiego, program telewizyjny

## Publikacje
- „Games in red”, Galeria Kolta w Budapeszcie (2021)
- „Powstanie Warszawskie”, Dom Polski w Budapeszcie (2019)
- „Powstanie Warszawskie”, wyd. OKiS we Wrocławiu (2014)
- „Wanda Rutkiewicz”, wyd. OKiS we Wrocławiu (2013)
- „Wadim Jurkiewicz”, wyd. OKiS we Wrocławiu (2011)
- Marianna Bocian, „Jasno i bogato”, wybór i opracowanie: Danuta Bednarek i Eryk Ostrowski, Oficyna Wydawnicza „Atut”, Wrocław (2009)
- „Jan Kaczmarek”, wyd. OKiS we Wrocławiu (2009)
- „Henryk Tomaszewski”, wyd. Ośrodek Kultury i Sztuki we Wrocławiu, Górnośląskie Centrum Kultury w Katowicach (2008)
- „Jan Paweł II. W 30. rocznicę pontyfikatu”, wyd. OKiS we Wrocławiu (2008)
- „Occupation ’68”, wyd. OKiS we Wrocławiu (2008)
- „Lubin 31 VIII 1982.”, wyd. OKiS we Wrocławiu (2007)
- „Michał Diament. Fotografie”, wyd. OKiS we Wrocławiu (2007)
- „The Ten «New» Europeans”, red. Dieter Burkamp, wyd. Kerber Verlag (2004)
- „Skaldowie”, Andrzej Icha, wyd. Bernardinum, Bydgoszcz (2004)
- „Świat w rok po tragedii WTC 11.09.2001”, wyd. OKiS we Wrocławiu (2003)
- „Plakaty. Współczesne plakaty polskie”, Wydawnictwo BoSz (2001)
- „Wrocławianie 1962-2001”, wyd. OKiS we Wrocławiu (2001)
- „Sierpień ’80 w 20. rocznicę”, wyd. OKiS we Wrocławiu (2000)
- „Miejsca”, wyd. Państwowa Galeria Sztuki w Legnicy (1999)
- „Antologia fotografii polskiej” 1839-1989, wyd. Lucrum Bielsko-Biała (1999)
- „Bożena Michalik”, wyd. OKiS we Wrocławiu (1997)
- „Stanisław Ścierski”, współautor Eugeniusz Stankiewicz, wyd. Ośrodek Badań Twórczości Jerzego Grotowskiego i Poszukiwań Teatralno-Kulturowych we Wrocławiu (1995)
- „Cmentarz na Rossie w Wilnie”, red. Edmund Małachowicz, Zakład Narodowy im. Ossolińskich (1993)